# Demetrio Asinari di Bernezzo
Demetrio Alfredo Gabriele Paolo Asinari, Marchese di Bernezzo (Torino, 9 settembre 1878 – Berna, 23 luglio 1939) è stato un militare, imprenditore e politico italiano.

## Biografia
Inizialmente militare di carriera, dopo la prima guerra mondiale si è dedicato all'attività imprenditoriale. Ha presieduto l'Istituto San Paolo di Torino e la società editoriale del quotidiano La Stampa. Dal 1939 alla scomparsa ha diretto l'Ente gestione liquidazioni immobiliari, fondato per la custodia e la vendita dei beni confiscati ai cittadini ebrei.